# Gypsophila preobrashenskii
Gypsophila preobrashenskii là loài thực vật có hoa thuộc họ Cẩm chướng. Loài này được Czerniak. mô tả khoa học đầu tiên năm 1922.